# Kanton Lens-Est
Der Kanton Lens-Est war von 1904 bis 2015 ein französischer Wahlkreis im Arrondissement Lens, im Département Pas-de-Calais und in der Region Nord-Pas-de-Calais. Sein Hauptort war Lens. Der Kanton bestand aus einem Teil der Stadt Lens und der Gemeinde Sallaumines.